# Златоустовский пруд
Златоу́стовский пруд — пруд на реке Ай в Златоусте Челябинской области. Создан в 1754 г. для нужд Златоустовского металлургического завода.

## География
Пруд расположен в центре Златоуста, между горами Косотур и Уреньга. Имеет близкую к прямоугольной форму, вытянутую с юга на север. Справа впадает река Тесьма, образующая рукав пруда. На северном берегу пруда, на горе Косотур, расположен жилой массив Ветлуга, на западном — также городская застройка, на восточном — урочище Фриденталь, южный берег заболочен.

## Морфометрия
Длина около 4 км, ширина около 1 км. Площадь водного зеркала при НПУ (нормальном подпорном уровне) — 4,2 км², высота уреза воды при НПУ — 413 м над уровнем моря. Объём воды: полный — 9,0 млн. м³, полезный — 6,0 млн. м³, полезная водоотдача — 4,7 млн. м³ в год.

## История
Плотина пруда была построена владельцами Златоустовского железоделательного завода Мосоловыми в 1754 г. Как пишет П. П. Аносов, плотина была земляной, длиной в основании 98 саженей, шириной 18 саженей, по верху длина 125 саженей, ширина 15 саженей 1 аршин. Высота плотины 4 сажени. По плотине проходила дорога, имевшая деревянное мощение. Основа плотины и водоподающие устройства были сделаны из лиственницы. Через прорезы в плотине вода подавалась ларями и ларевыми трубами на гидравлические колеса, обеспечивая работу заводских механизмов. Заводской пруд имел 5 вёрст длины и 1,5 версты ширины. Плотина неоднократно ремонтировалась и перестраивалась. В 1915-1925 годах плотина заменена на современную железобетонную. В 1936 году по плотине проложена трамвайная линия, соединившая центр города с районом железнодорожной станции. В марте 2001 года начата реконструкция плотины пруда и строительство нового моста через пруд несколько южнее плотины. 26 ноября 2003 года мост принят в эксплуатацию, трамвайные пути и автодорога проходят по новому мосту, на плотине проведена реконструкция с заменой створов на новые.
В одной версте ниже по течению реки с 1770-х до 1920-х существовал ещё один пруд, построенный вторым владельцем завода Л. Лугининым. После создания этого пруда его плотина стала называться Нижнезаводской, а первая — Верхнезаводской. В дальнейшем нижняя плотина была разобрана и пруд спущен.

## Данные водного реестра
По данным государственного водного реестра России Златоустовский пруд относится к Камскому бассейновому округу, бассейну реки Кама, речной подбассейн — река Белая, водохозяйственный участок — река Ай.
Код объекта в государственном водном реестре — 10010201021211100004755.